# Палаты Троекуровых
Палаты Троекуровых — палаты в Москве по адресу Георгиевский переулок, дом 4-6, строение 2. Объект культурного наследия федерального значения.

## История
Дворец был возведён на месте более старой постройки XVI века, она присутствует на плане Москвы 1626 года. Предположительно три сводчатых зала первого этажа в южной части здания относятся к старому дому, впрочем они могли принадлежать и двум разным домам, поскольку восстановить внешний облик основания палат Троекурова по небольшой сохранившейся части не представляется возможным. Исследователи полагают, что ещё до постройки нового дворца старые палаты принадлежали князьям Троекуровым, и вероятно именно при них в середине XVII века здание было полностью перестроено. Новый трёхэтажный дворец стал одним из самых больших в Москве, первые два этажа были каменными, третий деревянным. В 1680 году в доме случился пожар, верхний деревянный терем был уничтожен. В 1691 году была завершена реконструкция дома, сгоревший парадный этаж был заменён каменным, по периметру крыши был сделан парапет, пол вымощен белым камнем, таким образом образуя открытую террасу — гульбище, центр крыши венчала деревянная светлица. К этому времени относится первое документальное упоминание дворца: в подарок на новоселье боярин Иван Борисович Троекуров получил от царя 40 соболей.
Напротив палат Троекурова располагался ещё один дворец — палаты боярина Василия Васильевича Голицына. По мнению Гиляровского такое расположение усадеб влиятельных хозяев отражало их борьбу на политической арене. Впрочем годы строительства палат и политической активности их владельцев эту идею опровергают. Голицынский дворец был построен к 1689 году, в том же году Пётр I сверг царевну Софью, после чего Голицын был отправлен в ссылку. Карьера же Троекурова наоборот пошла вверх только после воцарения Петра I.
В советское время, несмотря на протесты искусствоведов, палаты Голицына были снесены, равно как и располагавшаяся рядом церковь Параскевы Пятницы. На освободившемся месте было построено здание Совета Труда и Обороны. Палаты Троекуровых тем не менее уцелели, их использовали в качестве жилого дома. Так в 1956 году там проживало 268 человек (89 семей).
Во второй половине 1950-х годов была начата реставрация дворца под руководством архитектора Гали Владимировны Алфёровой. Во время работ был восстановлен кирпичный декор фасадов и интерьеров палат. Именно тогда реставраторы обнаружили на чердаке здания белокаменное мощение, оставшееся от гульбища.
В период с 1964 по 1980 год здание занимал Государственный музей музыкальной культуры имени М. И. Глинки. В 1994 году бывшее здание Совета Труда и Обороны, закрывающее палаты со стороны Охотного Ряда, заняла Государственная дума, и территория, на которой располагается дворец, стала закрытой для прохода.

## Современное состояние
До 2017 года здание находилось в ведении Управления делами президента РФ, структура которого — Управление по эксплуатации зданий Федерального собрания — объявила несколько тендеров по адресу памятника, под общим титулом «Реставрация с приспособлением к современному использованию», при этом предполагаемое назначение палат оставалось неясным, а сам памятник стоял без использования и продолжал разрушаться. В июне 2017 г. распоряжением правительства полномочия по госохране палат перешли к Департаменту культурного наследия города Москвы.
В сентябре 2017 года в Мосгорнаследии сообщили, что палаты законсервированы, готовится проект реставрации, работы планируется завершить в ближайшие два-три года. В декабре 2017 г. приказом Департамента культурного наследия города Москвы было утверждено охранное обязательство собственника или иного законного владельца ОКН.
В марте 2018 года на общественное обсуждение был вынесен Акт государственной историко-культурной экспертизы проектной документации по сохранению ОКН; в мае 2018 года — Акт государственной историко-культурной экспертизы проектной документации по сохранению и приспособлению для современного использования ОКН. Проекты получили положительное заключение. В июне 2018 года распоряжением Мосгорнаследие утвердило предмет охраны объекта культурного наследия федерального значения (памятника) «Дворец боярина Троекурова. Палаты, XVI—XVII вв.»
Реставрация завершилась в 2019 году, её результаты вызвали возмущение у градозащитников: исторический облик здания оказался сильно искажён, ради современного использования изменены объёмы. Палаты оказались надстроены двумя этажами, установлена стеклянная мансарда, подвалы заглублены, крышу покрыли блестящим профнастилом.